# Медолик смугастий
Медо́лик смугастий (Ramsayornis fasciatus) — вид горобцеподібних птахів родини медолюбових (Meliphagidae). Ендемік Австралії.

## Поширення і екологія
Смугасті медолики поширені на півночі Австралії. Вони живуть в сухих і вологих тропічних лісах, вологій савані, мангрових і чагарникових заростях.

## Поведінка
Смугасті медолики харчуються нектаром, комахами та іншими безхребетними.